# Carlos Núñez
Carlos Núñez (Vigo, 16 luglio 1971) è un musicista spagnolo della Galizia, suonatore di gaita galiziana, cornamusa spagnola e flauto.

## Biografia
Sin dai primi anni della sua attività, Carlos Núñez è diventato una parte fondamentale della musica celtica della Galizia. Ha collaborato con artisti come Ry Cooder, Sinéad O'Connor, The Chieftains, Altan e La Vieja Trova Santiaguera.
Il suo primo album, A Irmandade Das Estrelas del 1996 ha venduto 100 000 copie, vantando la collaborazione di Nightnoise, Luz Casal, Tino di Geraldo, Tríona Ní Domhnaill e Mícheál Ó Domhnaill, Kepa Junkera, Ry Cooder, The Chieftains, e Dulce Pontes.

Da allora ha iniziato a includere nella sua musica elementi berberi e flamenco, con influenze più marcatamente celtiche e tradizionali.
Nell'ultimo periodo della sua vita, dal 2005, si concentra soprattutto in colonne sonore. Rielabora, con la sua band e il valido aiuto del fratello Xurxo, batterista e arrangiatore, molte colonne sonore di film famosi, come Il padrino.
Nel 2005 collabora con Alejandro Amenabar nell colonna sonora del famoso film Mare Dentro, premiato al festival del Cinema di Venezia con particolare attenzione alla colonna sonora.
Nel 2006 partecipa alla colonna sonora di Gedo Senki, I racconti di Terramare, dalla quale inciderà un disco per ora solo pubblicato in Giappone.
Nel 2007, infine lavora con artisti come Ryūichi Sakamoto attore, musicista e compositore eccellente, partecipò al cast de L'ultimo imperatore e creò il video "Rain" per Madonna, Hans Zimmer (il creatore della colonna sonora di molti film, tra cui Madagascar, King Arthur, Shark Tale, Pirati dei Caraibi, I Simpson, L'ultimo samurai, Spirit, The Ring, Pearl Harbor...) .
Nell'Agosto 2011 partecipa al 40º Festival Internazionale della Zampogna di Acquafondata.
Parteciperà ancora alla colonna sonora di Manuale d'amore 2 insieme a Patrizia Laquidara. Nel 2022 collabora col produttore Baiuca per la realizzazione del singolo Solstício, una fusione di musica tradizionale galiziana e musica elettronica.

## Album
- A Irmandade Das Estrelas - 1996
- Os Amores Libres - 1999
- Mayo Longo - 2000
- Todos Os Mundos - 2002
- Un Galicien en Bretagne (a.k.a. Finisterre: the End of the Earth) - 2003
- Cinema Do Mar - 2005
- En Concert - 2006 CD & DVD
- Cinema do mar - 2007 CD & DVD
- Gedo Senki-2007 (colonna sonora di Racconti di Terramare, uscito solo in Giappone)
- Alborada do Brasil - 2009
- Discover - 2012
- Inter-Celtic - 2014
- Celtic Sea - 2023